# Подбуковє (Іванчна Гориця)
Подбуковє (словен. Podbukovje) — поселення в общині Іванчна Гориця, Осреднєсловенський регіон, Словенія. Висота над рівнем моря: 276,9 м.